# Duane Allman
Howard Duane Allman (20 tháng 11 năm 1946 – 29 tháng 10 năm 1971) là nhạc sĩ, nghệ sĩ guitar người Mỹ, là người sáng lập và thành viên ban nhạc The Allman Brothers Band cho tới khi qua đời vì tai nạn xe máy ở tuổi 24.
The Allman Brothers Band được thành lập tại Jacksonville, Florida vào năm 1969. Ban nhạc sớm có thành công ngay những năm đầu của thập niên 1970. Duane được nhớ tới bởi vai trò chủ chốt, dù rất ngắn ngủi, trong ban nhạc cùng với kỹ năng chơi guitar slide theo phong cách ngẫu hứng. Năm 2003, anh được xếp ở vị trí số 2 trong danh sách "100 nghệ sĩ guitar vĩ đại nhất" của tạp chí Rolling Stone sau Jimi Hendrix. Trong ấn bản năm 2011, anh đứng ở vị trí số 9. Hòa âm guitar của anh (với cây đàn Gibson Les Paul cùng hai ampli 50-watt bass của Marshall) cũng được đánh giá là một trong những hòa âm xuất sắc nhất theo tạp chí Guitar Player.
Trước và trong thời gian là thành viên của ban nhạc, Duane còn là nghệ sĩ hợp tác cùng nhiều nghệ sĩ đương thời như King Curtis, Aretha Franklin, Herbie Mann, Wilson Pickett và Boz Scaggs. Anh còn tham gia vào album Layla and Other Assorted Love Songs dưới tên nhóm Derek and the Dominos.
Kỹ năng guitar của Duane Allman thể hiện đúng tính cách con người anh, với sức mạnh, sự uyển chuyển và khả năng ứng tác không ai có được. Anh thường được gọi với biệt danh "Skydog".